# San Tammaro
San Tammaro est une commune italienne de la province de Caserte, dans la région Campanie.
La maison de maître Reggia di Carditello se trouve sur son territoire.

## Administration
| Période                                  | Période       | Identité        | Étiquette           | Qualité |
| ---------------------------------------- | ------------- | --------------- | ------------------- | ------- |
| 26 mai 2002                              | 15 avril 2008 | Raffaele Raucci | Tre Spighe di Grano |         |
| 15 avril 2008                            | En cours      | Emiddio Cimmino | Le Rondini          |         |
| Les données manquantes sont à compléter. |               |                 |                     |         |

### Hameaux
Carditello

### Communes limitrophes
Capoue, Casal di Principe, Casaluce, Frignano, Santa Maria Capua Vetere, Santa Maria la Fossa, Villa di Briano